# Tang Xizong
Kejsare Xizong av Tang, född 8 juni 862, död 20 april 888 var kejsare under Tangdynastin i Kina, mellan 873 och 888.